# Christophorus von Paris

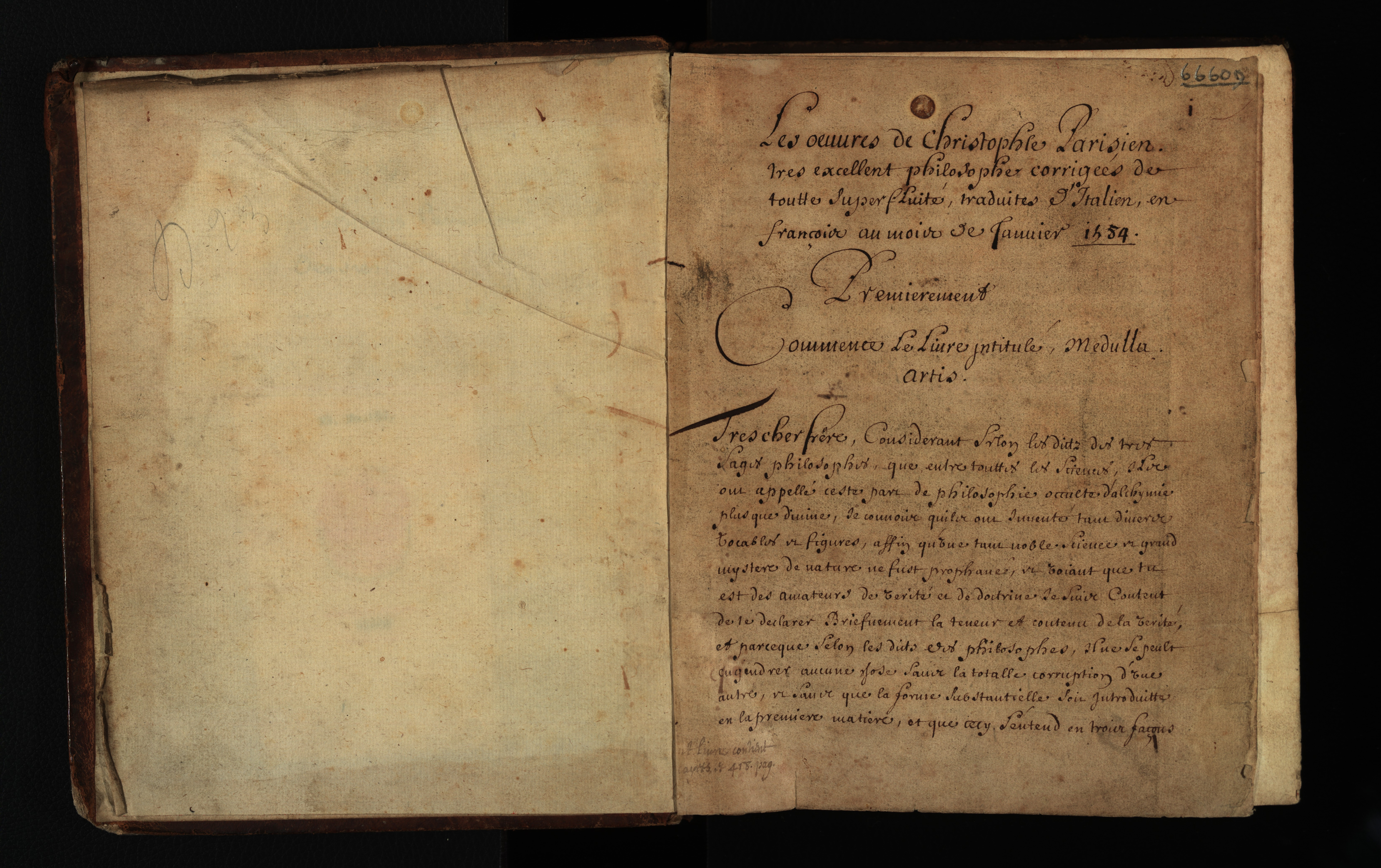
Les oeuvres de Christophle Parisien. Wellcome Library, London.

Christophorus von Paris, Christophorus Parisiensis, war, trotz des Beinamens, ein italienischer Alchemist des 15. Jahrhunderts.
Sein Elucidarium Chemicum wurde 1649 in Paris gedruckt, eine deutsche Übersetzung erschien in Hamburg 1697 und in Frankfurt und Leipzig 1772 (und zuvor in Halle 1608). Er wurde auch ins Theatrum Chemicum aufgenommen.
Es sind verschiedene Handschriften bekannt, darunter eine französische Übersetzung seiner Werke aus dem Italienischen von 1598 (Wellcome Library), eine Summeta von 1478 (Osler Medical Library) und eine Handschrift, ebenfalls aus dem Italienischen übersetzt (und im italienischen Original (Apertorio alfabetale) auf 1466 oder 1476 datiert), die die Grundlage von Le grand esclaircisement de la pierre philosophale bildete, 1628 in Paris gedruckt und Nicolas Flamel untergeschoben.
Ferguson gibt noch eine ältere Ansicht wieder, die ihn als französischen Geistlichen (Mönch) ins 13. Jahrhundert einordnete. Bei Alchemisten im 16. und 17. Jahrhundert stand er in gutem Ruf, wonach er das Geheimnis des Steins der Weisen gekannt habe, also ein Adept war.
Er lebte in Venedig und soll dort Kontakte zu bekannten Glasmachern wie Angelo Barovier gehabt haben.